# Arthur Hammerstein
Arthur Hammerstein (21 de diciembre de 1872 - 12 de octubre de 1955) fue un compositor, dramaturgo, autor teatral y gerente teatral estadounidense.

## Biografía
Nacido y educado en una familia judía en la ciudad de Nueva York, Hammerstein era hijo del empresario teatral y compositor Oscar Hammerstein I. Arthur comenzó como albañil y yesero, trabajando en proyectos junto a su padre, incluyendo el Teatro Victoria y el Manhattan Opera House.
En 1908, Hammerstein comenzó a trabajar para convertirse en productor, contratando a la cantante italiana Luisa Tetrazzini para el Manhattan Center de la familia y negociando con Otto Kahn antes de mudarse a Londres en 1910. Mientras estuvo allí, Arthur y su padre tuvieron una disputa sobre gastos de dinero y Arthur juró no volver a hablarle. Con el apoyo de su padre, Arthur emprendió su primera producción, Naughty Marietta. El hermano de Arthur, Willie Hammerstein, falleció en junio de 1914, y Arthur se hizo cargo de la gestión del Teatro Victoria de la familia. Sin embargo, el teatro no era financieramente viable y sería cerrado al año siguiente. En su lugar, se construyó el primer palacio de cine en Times Square, el Teatro Rialto.
Hammerstein fue el productor de las operetas de Rudolf Friml: "The Firefly" (1912), "Katinka" (1915) y "Rose-Marie" (1924), en las que colaboró con su sobrino, Oscar Hammerstein II. Arthur produjo casi 30 musicales en 40 años en el mundo del espectáculo.
Durante una función de "Tickle Me" en 1920, Hammerstein fue arrestado por poseer lo que se creía que era whisky durante la era de la Prohibición, pero que luego resultó ser té helado. En 1930, Hammerstein fue acusado por el director de baile George Haskell de agresión, pero los cargos fueron retirados más tarde y los dos se reconciliaron. Para buscar mejores oportunidades comerciales, Hammerstein fue a Hollywood para producir su única película "The Lottery Bride", que fue un fracaso, y regresó a Broadway. Las últimas producciones de Hammerstein fueron "Luana" y "Ballyhoo" en 1930, que fueron consideradas fracasos. Hammerstein sufrió bancarrota en 1931 debido a algunos fracasos musicales y se retiró.Ed Sullivan
En 1924, el productor de Broadway Arthur Hammerstein construyó una amplia casa para su novia, la actriz Dorothy Dalton. Llamó a la casa Wildflower, en honor a su obra de mayor duración.En 1930, tuvo que vender su casa  para financiar las operaciones de su teatro. 
Entre 1925 y 1927, Hammerstein construyó lo que ahora se conoce como el Teatro Ed Sullivan en el 1697 de Broadway en Manhattan.
Hammerstein hizo una aparición como él mismo en un episodio de la serie de películas Popular Science en 1949. Fue uno de los escritores de la canción "Because of You", un gran éxito (#1 durante 10 semanas) para Tony Bennett en 1951. Hammerstein escribió la canción en 1940. Fue utilizada en la película "I Was an American Spy" (1951).

## Vida personal
Hammerstein estuvo casado cuatro veces. Se casó con Jean Allison en 1893. Tuvieron una hija, la actriz Elaine Hammerstein, y se divorciaron en 1910. Se volvió a casar con Grace Weir meses después; se divorciaron en 1915. Su matrimonio con la actriz Claire Nagle en 1919 terminó con su fallecimiento en 1921. En 1924, Hammerstein se casó con la actriz de cine mudo y personalidad teatral Dorothy Dalton. Hammerstein falleció el 12 de octubre de 1955, a causa de un ataque al corazón a los 82 años.
Fue enterrado en el Cementerio Woodlawn en el Bronx, ciudad de Nueva York. La Casa Arthur and Dorothy Dalton Hammerstein, la residencia anterior de la pareja en Beechhurst, Queens, es un hito designado de la ciudad de Nueva York.